# Kathy Jetn̄il-Kijiner
Kathy Jetn̄il-Kijiner est une poétesse et militante écologiste originaire des îles Marshall.

## Biographie

### Jeunesse et formation
Kathy Jetn̄il-Kijiner naît aux Îles Marshall et grandit à Hawaï. Elle fait des études au Mills College en Californie et à l'Université de Hawaiʻi à Mānoa.

### Carrière
Kathy Jetn̄il-Kijiner publie son premier recueil de poésie, intitulé Iep Jāltok: Poems from a Marshallese Daughter, en 2017 aux éditions de l'Université de l'Arizona. Il est considéré comme le premier ouvrage de poésie écrit par une personne des Îles Marshall. En 2012, elle représente les îles Marshall au Poetry Parnassus Festival à Londres.
Kathy Jetn̄il-Kijiner est cofondatrice de l'association à but non lucratif environnementale Jo-Jikum (Jodrikdrik in Jipan ene eo e Kutok Maroro) qui vise à soutenir les jeunes Marshallais dans leurs actions pour le changement climatique et les problèmes environnementaux qui affectent leur pays.
Kathy Jetn̄il-Kijiner enseigne au Collège des Îles Marshall en tant que professeure ès études du Pacifique. Elle poursuit également un doctorat en études du genre, des médias et de la culture à l'Université nationale australienne.

## Œuvre
La poésie de Kathy Jetn̄il-Kijiner met en lumière les problèmes liés à l'environnement et au changement climatique. Elle explore également l'injustice sociale, y compris le colonialisme, les migrations et le racisme.
En 2017, Kathy Jetn̄il-Kijiner entre dans l'histoire en étant la première personne des Îles Marshall à publier un livre, un recueil de poèmes intitulé Iep Jaltok: Poems from a Marshallese Daughter. Son livre aborde des thèmes tels que les crises démographique, socio-économique et environnementale que les Îles Marshall ont connues en raison de l'occupation militaire des États-Unis. Ses poèmes décrivent la vie quotidienne des Marshallais qui suivent leurs coutumes et leurs traditions tout en faisant face à des problèmes environnementaux causés par les essais nucléaires, le colonialisme et le changement climatique.
En 2018, elle collabore avec Aka Niviâna, une poétesse activiste écologiste du Groenland, pour écrire un texte sur leurs histoires en lien avec le changement climatique. Le poème Rise: From One Island to Another explique la destruction de deux patries opposées, la réalité de la fonte des calottes glaciaires et de l'élévation du niveau de la mer. Dans un entretien avec Grist Magazine, Kathy Jetn̄il-Kijiner déclare que « lorsqu'elle s'est retrouvée face à un corps physique qui menace de submerger sa patrie ancestrale, elle a ressenti de la révérence, non de la colère ».

## Reconnaissance
En 2014, Kathy Jetn̄il-Kijiner est choisie pour prendre la parole au Sommet des Nations unies pour le climat. Elle y interprète la pièce Dear Matafele Peinem lors de la cérémonie d'ouverture à New York. En 2015, elle est invitée à prendre la parole à la COP21 à Paris.
En 2015, le magazine Vogue la sélectionne comme l'une des 13 personnalités défenseuses du climat et en 2017, elle est nommée héroïne de l'année par Earth Company. 

## Ouvrage
- (en) Kathy Jetnil-Kijiner, Iep Jaltok : Poems from a Marshallese Daughter, University of Arizona Press, 14 février 2017, 91 p. (ISBN 978-0-8165-3402-9, lire en ligne).